# Paul von Hintze
Paul von Hintze (Schwedt, Alemania, 13 de febrero de 1864-Merano, Italia, 19 de agosto de 1941) fue un oficial naval, político y diplomático alemán.

## Educación
Paul Hintze nació el 13 de febrero de 1864 en la pequeña ciudad de Schwedt. Su padre era dueño de una planta y una tienda de tabaco, y además llegó a ocupar un escaño en el Ayuntamiento. La familia Hintze era una de las más ricas y respetadas familias de la ciudad.
Paul Hintze asistió al Gymnasium, del que se graduó de bachiller en 1882. El mismo año se unió a la marina, allí, sus superiores vieron en Hintze un hombre muy inteligente y duro. Luego de un entrenamiento básico en el buque escuela Prinz Adalbert, Hintze navegó los siete mares durante los siguientes doce años. En 1894, siendo ya Teniente de Marina, ingresó a la Academia Naval de Mürwik, donde muy pocos oficiales tenían el honor de ser admitidos. Luego de completar sus estudios académicos en 1896, Hintze se unió al Comando Naval de Berlín.

## Servicio militar
En 1898, el Contralmirante Alfred von Tirpitz encargó al por entonces Capitán de Marina Hintze que se uniera al grupo de batalla de Asia Oriental como Flaggleutnant, el oficial de enlace con el Alto Mando Naval Imperial Alemán. En esta capacidad, Hintze se enfrentó a un ultrajado Almirante George Dewey, cuando la armada alemana obstruyó los esfuerzos de Dewey para someter a los españoles en las Filipinas en la Guerra Hispano-estadounidense.

## Asignación diplomática en San Petersburgo
En 1903, la marina envió a su experimentado capitán naval Hintze, de treinta y nueve años, a la embajada alemana en San Petersburgo.[cita requerida] "Su suavidad social...su empatía por la idiosincrasia de otras personas le hizo establecer rápidamente relaciones amistosas". Había sido un comandante popular en el mar. Como nuevo agregado naval en San Petersburgo, Hintze ocupó una posición crítica en la embajada: el emperador Guillermo II se interesó extraordinariamente en los informes del protegido de Tirpitz. La evaluación de Hintze sobre la política rusa y la calidad de su inteligencia pronto hicieron que el Kaiser usara a Hintze para las misiones más delicadas entre el Gobierno alemán y el Zar ruso. En 1905, Hintze se unió a los dos emperadores en una reunión cumbre en la ciudad sueca de Björkö. Un año después, Hintze recibió el título de Flügeladjutant. Este ascenso, de manera indirecta, lo convirtió en el representante directo del Emperador de Alemania en Rusia, cargo que en muchos sentidos fue más poderoso que el de embajador. La estrecha relación de Hintze con los dos emperadores y la elusión del Ministerio de Relaciones Exteriores por parte del Kaiser lo convirtió en un objetivo a largo plazo de los diplomáticos de carrera en el Reich. En 1908, Guillermo II convirtió a Hintze en un noble con el título de Barón, que podría heredarse. Von Hintze también recibió el ascenso a Contraalmirante ese mismo año.

## Embajador en México
Cuando el embajador alemán en México, Karl Buenz, dejó su puesto por cuestiones de salud, el emperador Guillermo II estaba en la perspectiva de un sucesor apropiado. La situación en México se había vuelto crítica como resultado de la Revolución mexicana, que había estallado en 1910. La elección recayó en von Hintze, especialmente debido a sus antecedentes militares. El nuevo embajador fue enviado no solo para representar a Alemania ante el nuevo Gobierno revolucionario de Francisco León de la Barra, sino también para brindar información importante sobre la revolución. Von Hintze llegó a Veracruz el 25 de abril de 1911. Los miembros de la red clandestina de agentes de von Hintze en México incluían al cónsul Otto Kueck, Felix A. Sommerfeld y Carl Heynen. Sancionado por el Gobierno alemán, von Hintze promovió la venta de armas alemanas a México. Muchas de las ventas que el Gobierno alemán contrajo en ese momento con el Gobierno mexicano no llegaron a concluirse hasta que Victoriano Huerta fue dictador, lo que llevó a los historiadores a alegar el apoyo alemán al dictador. También persiguió sin descanso a los asesinos de cuatro ciudadanos alemanes en la ciudad de Covadonga. Como resultado de los esfuerzos de von Hintze, el Gobierno alemán fue el único que recibió pagos por parte del Gobierno revolucionario mexicano por sus ciudadanos asesinados. Los perpetradores fueron juzgados y ejecutados en presencia del embajador alemán en marzo de 1913. La relación de von Hintze con el Gobierno de Francisco I. Madero fue productiva. A través de su agente Félix Sommerfeld, quien se convirtió en el jefe del servicio secreto de Madero, el embajador alemán se mantuvo al tanto de los acontecimientos políticos en la capital y la lucha contra los levantamientos a lo largo de la frontera entre México y Estados Unidos, sobre todo la revuelta de Bernardo Reyes en el otoño de 1911 y levantamiento de Pascual Orozco en la primavera de 1912.
En febrero de 1913, el malestar político llegó a la capital de México. En la Decena Trágica, el general Victoriano Huerta destituyó al presidente Madero y lo hizo asesinar. El embajador alemán se mantuvo informado de los desarrollos a través de sus contactos con los otros diplomáticos en la capital. Von Hintze sabía que estaba a punto de ocurrir un golpe. En lugar de esperar a que los militares hicieran su movimiento, el embajador propuso que Madero instalara a Huerta como sucesor, mientras él y su administración se refugiaban en un lugar seguro. Primero le propuso la idea al canciller Pedro Lascuráin. Madero inicialmente estuvo de acuerdo, pero luego cedió. Ocurrió el golpe y Madero fue arrestado. Von Hintze negoció con el embajador estadounidense Wilson y con el general Victoriano Huerta para asegurar la liberación de Madero y su familia. A pesar de las garantías del general Huerta, Madero y Pino Suárez fueron asesinados.
Von Hintze regresó a Alemania durante la mayor parte de 1913 para recuperarse de una llamarada de disentería amebiana. Cuando regresó a México en septiembre de 1913, el presidente Huerta estaba librando una guerra civil contra las fuerzas revolucionarias bajo el liderazgo de Venustiano Carranza. Von Hintze evaluó sin rodeos la calidad del cuerpo de oficiales federales con poco personal y describió al presidente Huerta como tan desesperado que "...Asciende a meseros, contadores y demás de un día para otro a tenientes y capitanes, de abogados a generales...El ejército mexicano tiene muchos generales...estos son en su mayor parte el tipo de personas a las que se les llama 'generales funerarios' en Rusia, ya que su única actividad es desfilar en uniforme para las procesiones fúnebres, por dinero...Los generales que hasta ahora permanecieron en sus salones son enviados al campo de batalla ". Von Hintze informó correctamente a Alemania a principios de 1914 que Huerta estaba terminado. Los generales Pancho Villa y Álvaro Obregón le estaban dando a Huerta un golpe militar tras otro en el campo. El último clavo en el ataúd de Huerta fue la ocupación estadounidense de Veracruz el 21 de abril de 1914. El papel de von Hintze en las causas de la intervención está en disputa. Los hechos son que el buque alemán SS Ypiranga tenía a bordo grandes cantidades de armas y municiones destinadas al régimen de Huerta. Las fuerzas estadounidenses intentaron evitar que estas armas desembarcaran, y como resultado ocuparon el puerto de Veracruz. El embajador von Hintze requisó oficialmente el Ypiranga para que sirviera a la marina alemana como crucero auxiliar para transportar refugiados alemanes, aunque no está claro si el objetivo era transportar refugiados en caso de una guerra entre Estados Unidos y México o forzar la entrega de las armas al régimen de Huerta, que es lo que realmente sucedió.
En julio de 1914, el general Huerta abandonó su lucha contra los constitucionalistas en la Revolución Mexicana. El 20 de julio de 1914 partió de Puerto México en el crucero alemán SMS Dresden, debidamente provisto por el embajador von Hintze.

## Servicio en la Primera Guerra Mundial
En julio de 1914, el embajador von Hintze recibió su asignación en tiempos de guerra a China (1914-1917). Creó la organización de inteligencia naval alemana en el Lejano Oriente y proporcionó suministros para el escuadrón alemán de Asia Oriental al mando del almirante Maximilian von Spee. Después de su asignación en China, entre 1917 y 1918, von Hintze sirvió en Noruega. A pesar de su falta de experiencia política, von Hintze fue nombrado Ministro de Relaciones Exteriores (el 16 de junio de 1918), tras la renuncia de su predecesor, Richard von Kühlmann, quien había entrado en conflicto con el Alto Mando militar, dirigido por el mariscal de campo Paul von Hindenburg y el general Erich Ludendorff. Durante su tiempo en el Ministerio de Relaciones Exteriores, von Hintze empujó al Kaiser hacia la liberalización del Gobierno y participó en las discusiones que llevaron a la decisión de buscar un armisticio a fines de septiembre de 1918. Después de la dimisión del Gobierno del canciller Georg von Hertling, el 3 de octubre Hintze fue reemplazado como Ministro de Relaciones Exteriores por Wilhelm Solf.